# Allée Thomy-Thierry
L'allée Thomy-Thiery est une voie du 7e arrondissement de Paris, en France.

## Situation et accès
L'allée Thomy-Thierry est une voie publique située dans le 7e arrondissement de Paris. La voie, piétonnière, se trouve sur le Champ-de-Mars, dont elle borde le côté occidental. Elle débute  avenue Octave-Gréard et avenue Gustave-Eiffel et se termine place Joffre.

## Origine du nom
L'allée porte le nom de Georges Thomy-Thierry, collectionneur d'art et mécène du musée du Louvre.

## Historique
Elle a été aménagée en tant qu'allée en 1909, après la destruction de la galerie des Machines. Toutefois, le Champ-de-Mars est dévolu à la promenade depuis plusieurs siècles.